# Love Is Hell
Love Is Hell è il quinto album discografico in studio da solista del musicista statunitense Ryan Adams, pubblicato nel 2004. 

## Tracce
Tutti i brani sono di Ryan Adams, tranne dove indicato.
1. Political Scientist – 4:33
2. Afraid Not Scared – 4:13
3. This House Is Not for Sale – 3:53
4. Anybody Wanna Take Me Home – 5:31
5. Love Is Hell – 3:19
6. Wonderwall – 4:09 (Noel Gallagher)
7. The Shadowlands – 5:18
8. World War 24 – 4:17
9. Avalanche – 5:09
10. My Blue Manhattan – 2:23
11. Please Do Not Let Me Go – 3:37
12. City Rain, City Streets – 3:49
13. I See Monsters – 3:57
14. English Girls Approximately – 5:42
15. Thank You Louise – 2:52
16. Hotel Chelsea Nights – 5:10